# Modulacja chromatyczna

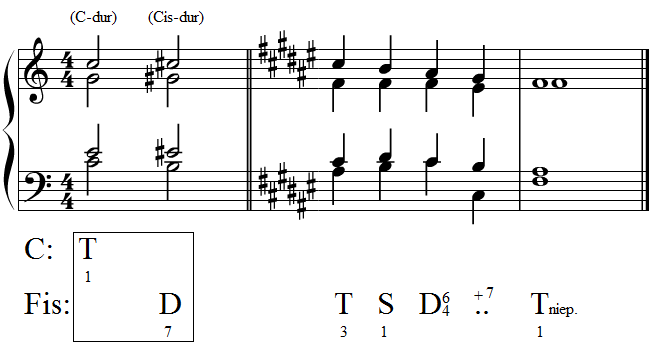
Modulacja chromatyczna przez alterację z C-dur do Fis-dur.

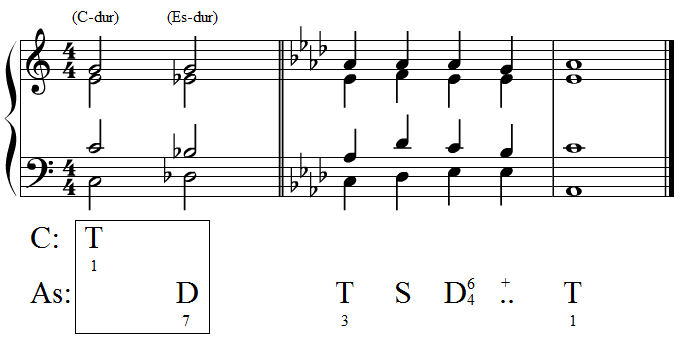
Modulacja chromatyczna przez zestawienie tercjowe z C-dur do As-dur.

Modulacja chromatyczna polega na zmianie tonacji poprzez użycie w tonacji wyjściowej i docelowej akordów, które różnią się pomiędzy sobą wysokością co najmniej jednego ze składników o półton chromatyczny (prymę zwiększoną) w górę lub w dół. Modulacja chromatyczna występuje w dwóch odmianach:
- modulacja chromatyczna przez alterację - gdy ostatni akord w tonacji wyjściowej i akord wprowadzający posiadają wspólną prymę (np. C-dur i c-moll lub C-dur i Cis-dur); w przypadku, gdy akord wprowadzający jest osiągany przez alterację wszystkich składników uprzedniego trójdźwięku, powinien - dla uniknięcia błędu oktaw równoległych - zostać wprowadzony jako czterodźwięk;
- modulacja chromatyczna przez zestawienie tercjowe - gdy prymy ostatniego akordu w tonacji wyjściowej i akordu wprowadzającego są od siebie oddalone o tercję wielką lub małą w górę lub w dół (np. C-dur i Es-dur).

Modulacja chromatyczna stanowi najwygodniejszy sposób modulacji, umożliwiając przejście pomiędzy dowolnymi parami tonacji.